# 王韜 (民国)
王 韜（おう とう、中国語: 王韜; 拼音: Wáng Tāo; ウェード式: Wang T'ao、1880年（清光緒6年） - ?）は、中華民国の政治家。字は子猷。山東省登州府福山県の人。清末の改革派思想家として著名な王韜とは同姓同名の別人である。

## 事績
清朝では湖広総督衙門文案（文書係のこと）や駐日公使館翻訳（通訳のこと）を務めた。中華民国成立後は、奉天省財政庁で総収支となり、後に浙江省繭捐局局長、河南・直隷の両省で県知事、東北政務委員会総務処主任を歴任した。1930年（民国19年）、北平市政府財政局局長兼市長代理を務め、翌年には同市政府参事となった。1933年（民国22年）10月、天津市長に就任し、翌1934年（民国23年）冬まで務めた。それ以後の王韜の行方は不詳である。

## 注
1. ↑  徐主編(2007)、58頁。
2. ↑  劉国銘主編(2005)、111頁。